# William Roache
William Patrick Roache (Basford, 25 aprile 1932) è un attore britannico, noto per il ruolo di Ken Barlow che interpreta fin dalla prima puntata del 9 dicembre 1960 nella soap opera Coronation Street, in cui è di gran lunga l'ultimo  reduce del cast originale.

## Biografia e carriera
Nato nel 1932 da Hester Vera e Joseph William Vincent Roache, è cresciuto a Ilkeston.
Nel 1953 si arruolò nell'esercito britannico, ma abbandonò la carriera militare solo tre anni dopo per dedicarsi alla recitazione.
Raggiunse la notorietà nel 1960, quando entrò nel cast della soap opera Coronation Street nei panni di Ken Barlow, ruolo che dopo 58 anni ricopre ancora oggi. In assoluto ultimo reduce del cast originario della soap, è attualmente l'attore televisivo più longevo al mondo che ha interpretato lo stesso ruolo ininterrottamente. 
A causa dell'ininterrotto impegno sul set della soap, non ha ricoperto altri ruoli rilevanti nella sua carriera.

## Vita privata
È stato sposato dal 1961 al 1974 con l'attrice Anna Cropper (1938-2007), da cui ebbe due figli: Linus (1964) e Vanya (1967-2018). Si risposò nel 1978 con Sara McEwan con cui rimase fino alla morte di lei nel 2009. Da quest’ultima ebbe altri tre figli: Verity (1981), Edwina (1983-1984) e James (1985).

## Filmografia
- Behind the Mask (1958) - non accreditato
- Coronation Street (1960-in corso)
- The Bulldog Breed (1960)